# Zanabazar junior
Zanabazar junior és una espècie de dinosaure troodòntid que va viure al Cretaci superior en el que actualment és Mongòlia.
Les restes fòssils d'aquest teròpode es van trobar a la formació de Nemegt de Mongòlia. Originalment, l'any 1974, Rinchen Barsbold el va classificar com una nova espècie dins el gènere Saurornithoides, basant-se en un petit espècimen del que es pensava que estava més estretament emparentat amb S. mongoliensis que amb els altres troödonts. Una revisió de l'any 2009 va trobar que el suport per a aquesta idea era escàs. Mark Norell i col·laboradors van reclassificar l'espècie en un nou gènere Zanabazar, que van anomenar en honor de Zanabazar, el primer cap espiritual del budisme tibetà a Mongòlia exterior.
Zanabazar és el troodòntid asiàtic més gran conegut, amb una longitud del crani de 272 mm. És més llarg que la resta de troodòntids exceptuant el Troodon.